# Subria sulcata
Subria sulcata är en insektsart som beskrevs av Ludwig Redtenbacher 1891. Subria sulcata ingår i släktet Subria och familjen vårtbitare. Inga underarter finns listade i Catalogue of Life.